# (14654) Rajivgupta
(14654) Rajivgupta est un astéroïde de la ceinture principale.

## Description
(14654) Rajivgupta est un astéroïde de la ceinture principale. Il fut découvert le 22 décembre 1998 à Kitt Peak par le projet Spacewatch. Il présente une orbite caractérisée par un demi-grand axe de 3,15 UA, une excentricité de 0,14 et une inclinaison de 1,5° par rapport à l'écliptique.

## Compléments